# Шарлемань, Иосиф Адольфович
Иосиф (Осип) Адольфович Шарлемань (1880—1957, Тбилиси) — русский, затем советский грузинский художник, один из основателей и профессор Академии художеств Грузинской ССР.

## Биография
Представитель русской художественной династии французского происхождения Шарлемань. Сын академика Императорской академии художеств Адольфа Иосифовича Шарлеманя.
Учился живописи сперва у своего отца, затем — в Рисовальной школе Общества поощрения художеств. Первоначально увлекался батальной живописью. После окончания Рисовальной школы поступил в Академию художеств, где учился в мастерской Франца Рубо.
В дальнейшем сблизился с художественной группой «Мир искусства», много работал, как художник-график, создавал обложки и иллюстрации для журналов «Мир искусства», «Аполлон», «Лукоморье» и «Сатирикон». Проявлял интерес к классической русской литературе, что выразилось в создании цикла иллюстраций к произведениям Льва Толстого «Война и мир» и «Севастопольские рассказы», созданием цикла рисунков для росписи сервиза «Евгений Онегин» Императорского фарфорового завода. Много работал в качестве театрального художника-декоратора.
В годы Первой мировой войны создавал народные тиражные лубочные картинки патриотической тематики.
После революции выехал в Меньшевистскую Грузию, активно сотрудничал с правительством грузинских меньшевиков (в частности, работал над дизайном государственного герба и так далее). Его брат, художник Иван Адольфович Шарлемань, и супруга брата в годы Гражданской войны скончались от тифа на Северном Кавказе (в 1919 или 1920 году).
После окончания Гражданской войны остался в Грузии. Стал одним из основателей Академии художеств, где с 1922 года руководил факультетом графики. В 1934 году разыскал воспитанную в приёмной семье дочь своего брата, Лидию Ивановну Шарлемань. Лидия Ивановна два года прожила в Тбилиси в доме у дяди, училась в Академии художеств, однако, затем уехала в Москву (в дальнейшем стала профессиональной художницей).
Иосиф Адольфович Шарлемань имел звание профессора Академии художеств Грузинской ССР (официально присуждено в 1941 году) и заслуженного деятеля искусств Грузинской ССР. Являлся одним из ведущих преподавателей Академии на протяжении нескольких десятилетий.
Скончался в 1957 году в Тбилиси.